# ジョーイ・ローレンス
ジョーイ・ローレンス（Joey Lawrence、1976年4月20日 - ）はアメリカ合衆国の俳優、歌手、プロデューサー。ジョセフ・ローレンスとも表記される。2人の弟マシューとアンドリューも俳優である。

## 略歴
1982年に子役としてデビューし、1980年代にNBCで放送された人気シットコムシリーズ『Gimme a Break!』（シーズン3から出演）で知られるようになる。1990年代に同じくNBCで放送されたシットコム『ブロッサム』でアイドル的人気を得る。両作品とも役名は「ジョーイ」である。
主にテレビドラマ（シットコム）を中心に活動しているが、俳優業と並行してシンガーソングライターとしても活動している。
2010年からABCファミリーで放送されている人気シットコムシリーズ『メル&ジョー 好きなのはあなたでしょ?』では主演の他、製作総指揮も務めている。

### 私生活
2002年にミシェル・ヴェラと結婚するが、2005年に離婚。その後、キャンディ・ヨーン・ネルソンと再婚し、2人の娘チャールストン（2006年生）とリバティ・グレイス（2010年生）をもうける。

## 主な出演作品

### 映画
| 公開年 | 邦題 原題                                                                                   | 役名                       | 備考                  |
| ------ | ------------------------------------------------------------------------------------------- | -------------------------- | --------------------- |
| 1985   | クレイジー・ファミリー/太陽がめいっぱい Summer Rental                                       | ボビー                     |                       |
| 1988   | パルス・ショック Pulse                                                                      | デヴィッド・ロックランド   |                       |
| 1988   | オリバー ニューヨーク子猫ものがたり Oliver & Company                                        | オリヴァー（声の出演）     | アニメ映画            |
| 1990   | チェインズ/翳りゆく街 Chains of Gold                                                        | トミー                     |                       |
| 1994   | 笑撃生放送!ラジオ殺人事件 Radioland Murders                                                 | フランキー・マーシャル     |                       |
| 1999   | モンタナの風に吹かれたら Horse Sense                                                        | マイケル・ウッズ           | テレビ映画            |
| 2000   | ルール2 Urban Legends: Final Cut                                                            | グラハム・マニング         |                       |
| 2001   | ビキニ・キラー/真夏のくい込み殺人 Do You Wanna Know a Secret?                               | ハンク・フォード           |                       |
| 2001   | 俺たちサバイバー Jumping Ship                                                               | マイケル・ウッズ           | テレビ映画 出演・製作 |
| 2002   | ラブ・ロマンスができるまで Romantic Comedy 101                                              | マーク・ギブソン           | テレビ映画            |
| 2004   | LOVEルールズ Love Rules!                                                                    | マイケル・ワーナー         | テレビ映画            |
| 2005   | ジェニファー・ラヴ・ヒューイットの セレブリティ Confessions of a Sociopathic Social Climber | ファーガソン               | テレビ映画            |
| 2006   | ザ・アンドロイド 地球最終戦 Android Apocalypse                                              | ディーシー                 | テレビ映画            |
| 2006   | レストストップ デッドアヘッド Rest Stop                                                     | ディーコン                 | オリジナルビデオ      |
| 2009   | フェイク・フィアンセ My Fake Fiance                                                         | ヴィンス                   | テレビ映画            |
| 2011   | ゼウスのハロウィン おばけ屋敷で大騒動 The Dog Who Saved Halloween                           | ゼウス（声の出演）         | オリジナルビデオ      |
| 2016   | 新しいワタシの見つけ方 Emma's Chance                                                        | ケヴィン・チャンバース     |                       |
| 2018   | リリーとピスタチオ Pistachio                                                                | ウィリアム・デヴィッドソン |                       |

### テレビシリーズ
| 放映年     | 邦題 原題                                          | 役名                             | 備考                           |
| ---------- | -------------------------------------------------- | -------------------------------- | ------------------------------ |
| 1983-1987  | Gimme a Break!                                     | ジョーイ・ドノヴァン             | 77エピソード                   |
| 1990-1995  | ブロッサム Blossom                                 | ジョーイ・ルッソ／ドニー・ルッソ | 114エピソード                  |
| 1995-1997  | ローマン・ブラザーズ Brotherly Love                | ジョー・ローマン                 | 40エピソード                   |
| 2002-2003  | American Dreams                                    | マイケル・ブルックス             | 11エピソード                   |
| 2003-2004  | Run of the House                                   | カート・フランクリン             | 19エピソード                   |
| 2005-2006  | Half & Half                                        | ブレット・マホーニー             | 9エピソード                    |
| 2007       | CSI:ニューヨーク CSI: NY                           | クレイ・ドブソン                 | 3エピソード                    |
| 2010-2015  | メル&ジョー 好きなのはあなたでしょ? Melissa & Joey | ジョー・ロンゴ                   | 出演・製作総指揮 104エピソード |
| 2013       | カリフォルニケーション Californication             | ブライアン                       | 1エピソード                    |
| 2017, 2019 | HAWAII FIVE-0 Hawaii Five-0                        | アーロン・ライト                 | 5エピソード                    |